# Dinosaur Revolution
Dinosaur Revolution (literalmente, en inglés, Revolución dinosauriana) es un documental estadounidense en clave de humor (mockumentary en inglés) que trata sobre la vida cotidiana de los dinosaurios y de otros animales prehistóricos. Dividido en cuatro partes o episodios y producido por la compañía Creative Differences fue emitido por primera vez en la televisión estadounidense en el canal Discovery Channel en septiembre de 2011. Sus productores le pusieron primero el título de Reign of the Dinosaurs y por eso las versiones dobladas al español fueron tituladas Reino de dinosaurios (en Hispanoamérica) y El reino de los dinosaurios (en España).
El título Dinosaur Revolution («revolución dinosauriana») hace referencia al cambio revolucionario que los descubrimientos recientes sobre dinosaurios han supuesto para la ciencia y para la visión que los humanos tenían de estos animales hasta entonces.

## Estreno en televisión
Los dos primeros episodios, en su transmisión original, fueron emitidos por primera vez en Discovery Channel, en Estados Unidos, el 4 de septiembre de 2011. Los dos episodios finales fueron programados para su emisión el 11 de septiembre de 2011; sin embargo, por respeto al décimo aniversario de los atentados del 11 de septiembre de 2001, se realizó un cambio de último minuto reemplazándolos con programación relacionada con esa fecha. Estos dos episodios fueron transmitidos posteriormente en el canal Science Channel el 13 de septiembre de 2011. En Hispanoamérica cada episodio fue transmitido por Discovery Channel sucesivamente del 17 al 20 de octubre de 2011.

## Producción y episodios
La producción comenzó en 2009 y tomó tres años finalizarla. La serie fue hecha en torno a varios cortos e historias largas que tomarían lugar en un número de distintos ambientes que abarcarían la era Mesozoica. Originalmente titulada Reign of the Dinosaurs, la serie no trataba de ser un documental, sino una miniserie de seis horas de narraciones ficticias basadas vagamente en la novela gráfica Age of Reptiles de Ricardo Delgado, y no emplearía ninguna narración. Cada episodio sería seguido inmediatamente por una serie adicional, llamada Science of Reign of the Dinosaurs ("la ciencia del reino de los dinosaurios"), la cual presentaría a los expertos explicando la base científica de la historia precedente, y señalando que partes eran especulativas o imaginarias. Debido a los cortes y a los cambios en la estrategia de mercadeo tanto por la cadena como por la productora, la serie fue eventualmente renombrada Dinosaur Revolution, y dividida en un formato más tradicional con explicaciones breves de los científicos entre cada historia. La serie también fue cortada de las seis horas planeadas a cuatro. De los cuatro episodios finalizados, el primero originalmente fue planeado para representar a la formación Chinle del Triásico en el suroeste de Estados Unidos, e incluiría a Coelophysis, Placerias y a Postosuchus en la trama. Sin embargo, durante la producción la secuencia fue cambiada a la más antigua formación Ischigualasto de Argentina, y los animales representados cambiaron a Eoraptor, Ischigualastia y Saurosuchus. Por esta razón, el modelo de Ischigualastia siguió estando anatómicamente basado en Placerias. Las escenas en que se representó a Cryolophosaurus y a Glacialisaurus fueron tomadas en Tenerife.

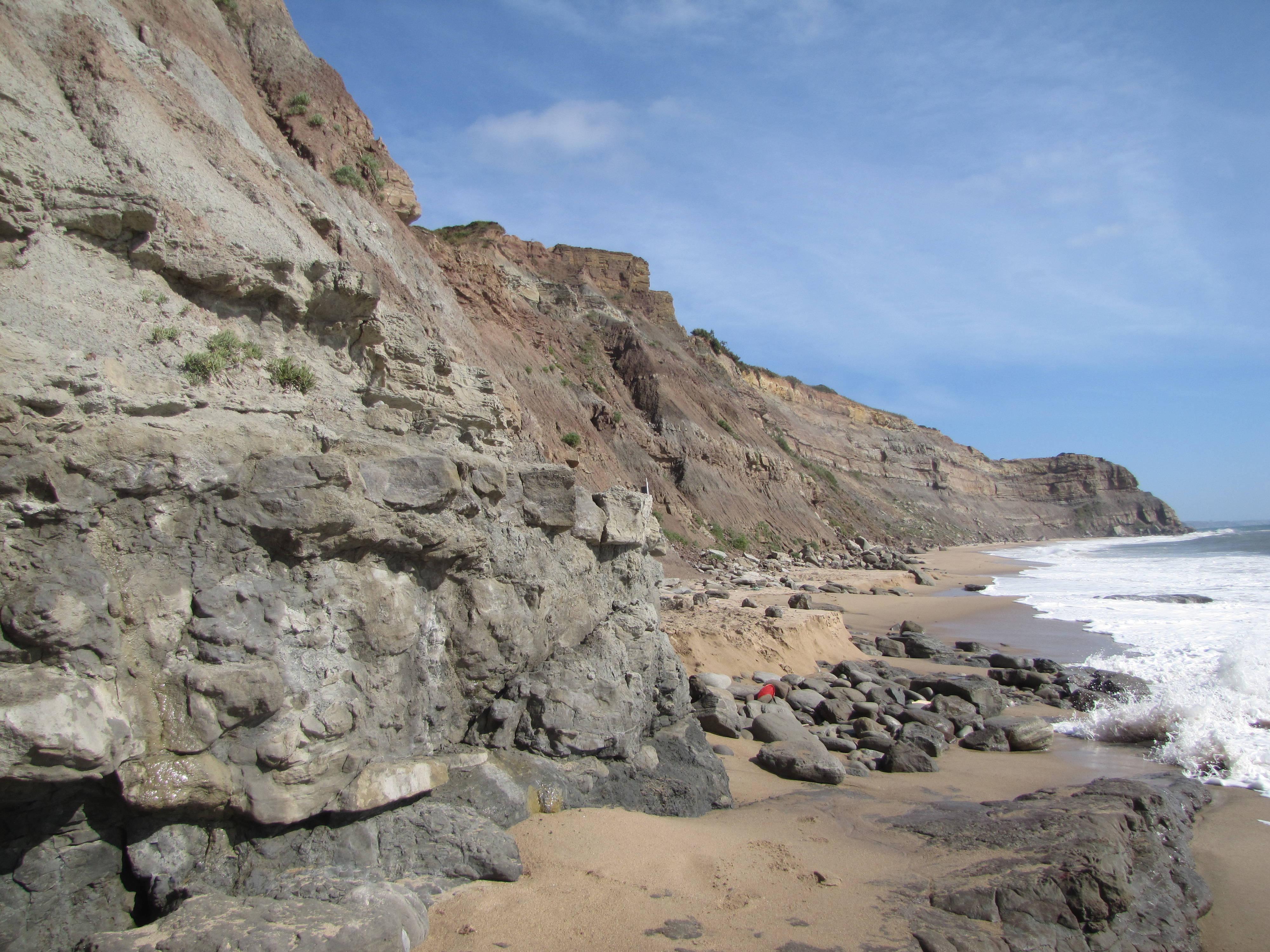
La formación geológica Lourinhã, la locación del segundo episodio

El segundo episodio, titulado "The Watering Hole" ("El abrevadero") originalmente sería un vistazo a la formación de Morrison del oeste de Norteamérica en el Jurásico, la cual ya había sido representada en numerosos documentales sobre dinosaurios. Por sugerencia del consultor científico Tom Holtz, el escenario fue cambiado a la contemporánea formación Lourinhã de Portugal, y como en el primer episodio, algunas especies fueron cambiadas por sus equivalentes en la nueva locación. Esto resultó en las primeras apariciones televisivas de dinosaurios como Draconyx. De manera similar, la secuencia de Mongolia en el Cretácico (que toma lugar en el tercer episodio) fue situada en la formación Wulansuhai en vez de su casi coetánea y más familiar formación Djadochta. Por lo tanto, fueron representados por primera vez para un filme las especies Velociraptor osmolskae y Protoceratops hellenikorhinus en lugar de los mejor conocidos V. mongoliensis y P. andrewsi. Algunos de los eventos de "The Watering Hole" fueron basados en la propia investigación de Holtz, como las escenas mostrando a un Allosaurus cuya mandíbula inferior fue lastimada por la cola de un saurópodo.
No todos los animales mostrados en el programa terminado estaban basados en criaturas específicas del registro fósil. Por ejemplo, los crocodiliformes acuáticos en la historia del Utahraptor y el notosuquio carnívoro de la escena del pterosaurio Anhanguera (ambos en el episodio 3), fueron dejados intencionalmente sin nombre.
Notables artistas involucrados en la producción incluyen a David Krentz (quien había trabajado previamente en John Carter de Marte y Dinosaurio de Disney), Ricardo Delgado (conocido por su cómic Age of Reptiles), Tom de Rosier (quien trabajó en Lilo y Stitch y Mulan), Mishi McCaig (quien había trabajado en Iron Man), Pete Von Sholly (quien trabajó en The Mask y Darkman), e Ian McCaig (uno de los artistas que estuvieron en la producción de la serie fílmica de Star Wars). Algunas obras previas de las cuales los creadores citaron como inspiración incluyen Looney Tunes, Avatar, Up y WALL·E.
El modelado, las texturas y pintado de las criaturas representadas en los episodios fue hecho por Creative Differences en el programa informático ZBrush, mientras que la animación y renderización fue hecha en Maya por varias otras compañías que fueron empleadas por Creative Differences. Estas incluyen Mokko en Montreal, Kinkajou en el Reino Unido, Sauce FX y Hawaii Animation Studios. Hawaii Animation Studios también usó un programa conocido como Bakery Relight para renderizar.

## Episodios

### Episodio 1: Evolution's Winners (Ganadores de la Evolución)
- Inostrancevia
- Ischigualastia
- Eoraptor
- Saurosuchus
- Probelesodon
- Gigantoraptor
- Zalambdalestes
- Cryolophosaurus
- Pterosaurio azdárquido indeterminado
- Mosasaurus (o Tylosaurus)
- Cretoxyrhina
- Glacialisaurus

### Episodio 2: The Watering Hole (El oasis)
Animales:
- Allosaurus
- Ornitholestes
- Dinheirosaurus
- Lusotitan
- Rhamphorhynchus
- Miragaia
- Torvosaurus
- Draconyx

### Episodio 3: Survival Tactics (Tácticas de Supervivencia)
Animales:
- Tortuga indeterminada
- Utahraptor
- Cedarosaurus
- Crocodiliforme indeterminado
- Rahonavis
- Rapetosaurus
- Majungasaurus
- Beelzebufo
- Shunosaurus
- Sinraptor
- Guanlong
- Castorocauda
- Volaticotherium
- Cocodrilo sin identificar
- Mamenchisaurus
- Protoceratops
- Azdárquido indeterminado
- Velociraptor
- Anhanguera
- Notosuquio indeterminado

### Episodio 4: End Game (El Juego de la vida)
Animales:
- Tyrannosaurus
- Paquicefalosaurio indeterminado
- Troodon
- Ankylosaurus
- Azdárquido indeterminado
- Triceratops
- Mamíferos indeterminados

### Segmentos incompletos y errores

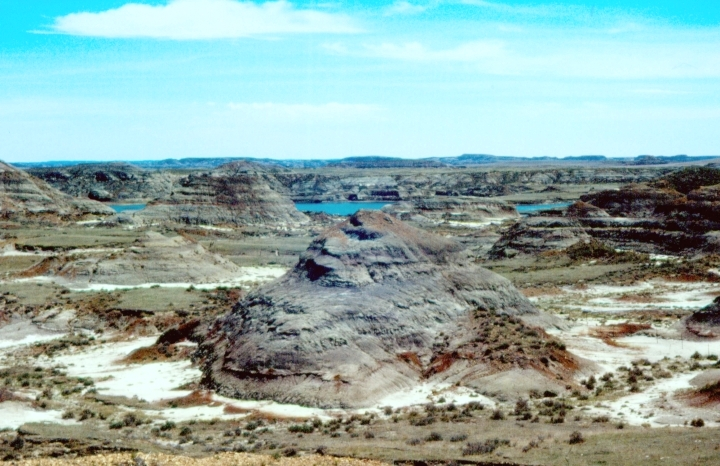
La formación geológica Hell Creek, que fue representada en el cuarto episodio

Algunas historias que fueron cortadas o no fueron completadas durante la producción iban a representar a criaturas tales como Dorygnathus, Dimorphodon,, Placodus, Mixosaurus, Nothosaurus, Albertosaurus, Iguanodon, Agilisaurus y Prenocephale. Este último modelo fue reutilizado como un paquicefalosaurio genérico en el episodio final del programa (centrado en la formación Hell Creek). Un segmento que representaría a un pterosaurio desconocido (que fue sugerido por el biólogo Michael Habib) fue también planeado pero no fue preparado a tiempo para el lanzamiento en Discovery Channel. El artista Pete Von Sholly, quien estuvo involucrado en la producción, expresó su pesar por la forma en que se manejó la producción y como se hicieron los cortes. En la opinión de Von Sholly, algunas de las mejores secuencias quedaron sin producirse; la edición no se basó en la calidad de la historia, según afirma, sino en que tan avanzados en el proceso de producción estaban los segmentos. Sin embargo, el director David Krentz ha declarado que las secuencias fueron editadas basándose en la calidad de los relatos.
Adicionalmente, algunos descubrimientos científicos relevantes fueron publicados demasiado tarde para la producción cuando fueron incorporados al programa. Por ejemplo, el mosasaurio del primer episodio carecía de aleta caudal, cuyo descubrimiento fue hecho inmediatamente después de que el modelo por computadora estuviera completo, de acuerdo a Krentz. (Notése que el modelo por computadora es referido al género Mosasaurus en el sitio de Internet del programa, mientras que Krentz ha afirmado que era un Tylosaurus).

### Posibilidades de una versión alternativa
En distintos momentos, Pete Von Sholly ha sugerido e incluso confirmado el lanzamiento de una nueva versión de Dinosaur Revolution. En una entrada de su blog del 9 de septiembre de 2011, él señala que una "versión apropiada" podría "ver la luz del día". En septiembre 10, Von Sholly comentó en una revisión de Dinosaur Revolution que habría la posibilidad de una "edición del director" de Dinosaur Revolution la cual podría corregir los problemas que él alega fueron causados por la cadena Finalmente, en septiembre 14, Von Sholly comentó en otra reseña del programa que confirmaba la existencia de una nueva versión consistente en el mejor material del programa, sin narración, que podría ser lanzada en Blu-ray.

## Dinotasia
Se habían hecho planes para incorporar el mejor metraje de la serie en un largometraje dirigido por Werner Herzog. Finalmente, esta película fue estrenada en 2012 bajo el nombre de Dinotasia en teatros cinematográficos, utilizando el metraje usado de Dinosaur Revolution así como escenas sin usar. Fue presentado como más cercano a la visión original bajo la que fue concebida Dinosaur Revolution. Werner Herzog fue encargado de la narración de la película.

## Recepción de la serie
Dinosaur Revolution ha recibido generalmente reseñas agridulces de los críticos. Brian Switek de Smithsonian criticó el programa, citando la baja calidad de la animación en algunas escenas y la carencia de contenido científico. Él lo describió como "más un homenaje a los dinosaurios que un documental científico". Holtz comentó en esa reseña y estuvo en general de acuerdo con las críticas de Switek. Linda Stasi, una crítica de televisión del New York Post, criticó que el programa era demasiado "cursi" aunque ella señaló que sin embargo enseñaba a la audiencia "una gran cantidad de cosas interesantes". Ross Langager de PopMatters expresó inquietudes similares a la de Switek y Stasi, criticando al programa por su carencia tanto de contenido científico como de seriedad. Brian Lowry de Variety tuvo un punto de vista más positivo sobre el programa: mientras que criticó su carencia de contenido "revolucionario", él determinó que era "una tentativa encomiable al ofrecer a los espectadores una muestra de la vida en un planeta prehistórico." Las opiniones del reseñador David Hinckley de New York Daily News fueron muy similares a las de Lowry. Si bien Hinckley tenía sus reservas, el observó el programa por ser "animado".